# Lionsgate Canada
Lionsgate Canada (originellement Records on Wheels Limited puis ROW Entertainment Income Fund puis Entertainment One Income Fund puis E1 Entertainment (E1), Entertainment One/eOne ou encore eOne Canada), est une société de distribution canadienne puis américaine[réf. nécessaire] fondée en 1973. La société est distributeur indépendant de produits de divertissement ayant des activités au Canada, aux États-Unis, au Royaume-Uni, en Italie, aux Pays-Bas et en Belgique. 
Ses activités sont intégrées au sein de quatre unités principales : E1 Television, E1 Films, E1 Music et E1 Distribution. Ces unités regroupent les activités internationales de E1 en matière de distribution de films, de télévision et de musique, ainsi que de production de télévision et de musique, y compris sa division pour enfants, en plus de ses divisions de distribution et de licences. Elle est ensuite rachetée par Lionsgate.

## Histoire

ancien logo d'eOne

Fondé par Vito Lerullo et Don Lerullo en 1973 sous le nom de Records on Wheels Limitied.
Elle a été renommée E1 Entertainment en 2009.
En août 2019, Hasbro annonce l'acquisition de Entertainment One, notamment pour ses licences Peppa Pig et Pyjamasques, pour 4 milliards de dollars.

## Filmographie sélective
- 1992 : Tous les matins du monde d'Alain Corneau
- 2012 : Dans la maison de François Ozon
- 2013 : Enemy de Denis Villeneuve
- 2018 : Stan and Ollie de Jon S. Baird
- 2022 : The Woman King de Gina Prince-Bythewood
- 2022 : Orphan: First Kill de William Brent Bell
- 2023 : Donjons et Dragons : L'Honneur des voleurs (Dungeons & Dragons: Honor Among Thieves) de Jonathan Goldstein et John Francis Daley
- 2023 : Transformers: Rise of the Beasts de Steven Caple Jr.
- 2024 : Arthur the King de Simon Cellan Jones
- 2024 : The Killer de John Woo
- 2025 : Criminal Squad : Pantera (Den of Thieves 2: Pantera) de Christian Gudegast